# Thomas Linke
Thomas Linke (Sömmerda, 1969. december 26. –) német válogatott labdarúgó.